# Солодов, Дмитрий Юрьевич
Дмитрий Юрьевич Солодов (12 февраля 1974, Красногорск — 26 декабря 2016, Москва) — советский и российский игрок в хоккей с мячом, полузащитник, мастер спорта России (1994).

## Карьера
Начал заниматься хоккеем с мячом в 1981 году в Красногорске в школе «Зоркого», где подготовкой игрока занимался М. К. Девишев.
С 1991 по 1999 год в составе «Зоркого», побеждая в сезоне 1992/93 в чемпионате России и Кубке России.
В 1999—2001 годах был игроком архангельского «Водника». В своём первом сезоне в составе команды становится чемпионом России и обладателем Кубка России.
С 2001 по 2006 год вновь в «Зорком», капитан команды в сезонах 2001/02 и 2002/03.
На протяжении многих лет был одним из ведущих игроков «Зоркого», рекордсмен команды по проведённым матчам в высшей лиге чемпионатов России (304).
Сезон 2006/07 провёл в составе ульяновской «Волги», следующий сезон — в составе иркутской «Байкал-Энергии».
Во второй половине сезона 2009/10 был игроком подмосковного «Вымпела», принимающего участие в первенстве России среди команд первой лиги.
В высшей лиге чемпионатов России провёл 415 матчей, забил 148 мячей («Зоркий» — 304, 109; «Водник» — 53, 23; «Волга» — 32, 12; «Байкал-Энергия» — 26, 4). Также провёл один матч в составе «Зоркого» в чемпионате СНГ (сезон 1991/92).
В 2008 году начал тренерскую деятельность в школе «Зоркого». С 2011 по 2016 год работал с фарм-клубом «Зоркого» — командой «Зоркий»-2, принимающей участие в первенстве России среди команд Высшей лиги, в сезонах 2014/15 и 2015/16 возглавлял тренерский штаб команды.
Скоропостижно скончался 26 декабря 2016 года на 43-м году жизни.
В память о хоккеисте в Красногорске проводятся детские турниры по хоккею с мячом.

## Достижения
«Зоркий»
 Чемпион России: 1992/93 

 Бронзовый призёр чемпионата России: 2003/04 

 Обладатель Кубка России: 1993 

 Бронзовый призёр Кубка европейских чемпионов: 1993 

«Водник»
 Чемпион России: 1999/2000 

 Серебряный призёр чемпионата России: 2000/01 

 Обладатель Кубка России: 2000 

 Финалист Кубка России: 2001 

 Финалист Кубка европейских чемпионов: 2000 

Сборная СССР (до 17 лет)
 Серебряный призёр чемпионата мира среди юношей: 1991 

Личные
- В списке 22-х лучших игроков сезона (4): 1996, 1997, 1998, 1999

### Комментарии
1. ↑  Количество игр и голов за клуб(ы) в высшем дивизионе чемпионатов СНГ/России